# Howard Wright
Howard Gregory Wright (San Diego, Califòrnia, 20 de desembre de 1967) és un exjugador de bàsquet nord-americà. Amb 2.03 d'alçada, el seu lloc natural a la pista era el d'aler pivot.

## Carrera esportiva
Va jugar amb l'equip de la seva universitat, la Stanford University, entre els anys 1985 i 1989. El 1990 va signar com agent lliure pels Atlanta Hawks de l'NBA. Aquella mateixa temporada va passar també pels Orlando Magic, els Dallas Mavericks i per l'Atlético de Madrid Villalba, de la lliga ACB. La temporada següent la va iniciar com a jugador dels Denver Nuggets, tot i que va ser tallat sense debutar, i se'n va anar al Reims de la lliga francesa; aquell any també va jugar 17 partits a la CBA. La temporada següent va jugar a la lliga italiana i ab els Orlando Magic novament. La 93-94 va tornar a la lliga espanyola per formar part del Festina Andorra, i la 94-95 formaria part del 7Up Joventut, sent tallat per Yamen Sanders en el mes de febrer. Seguiria un any més a Espanya, jugant la temporada 95-96 al CB Murcia. El 1996 marxaria al Japó, a on acabaria retirant-se l'any 2000.